# Krynytschne (Bolhrad)
Krynytschne (ukrainisch Криничне; bulgarisch Чушмелия; russisch Криничное Krinitschnoje, rumänisch Cişmeaua-Văruită) ist ein im Budschak gelegenes Dorf im Südwesten der ukrainischen Oblast Odessa mit etwa 3700 Einwohnern (2025).

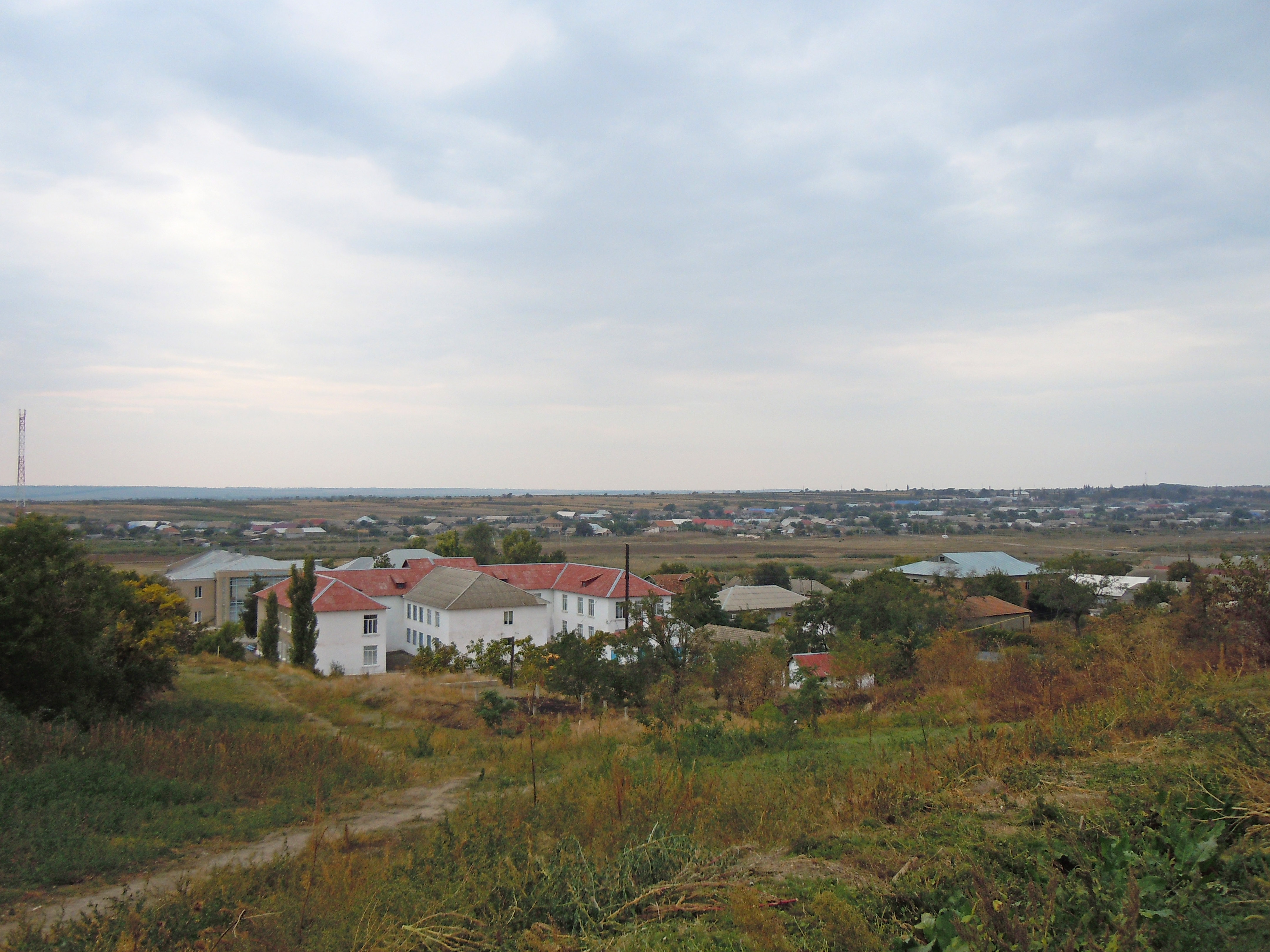
Blick auf das Dorf

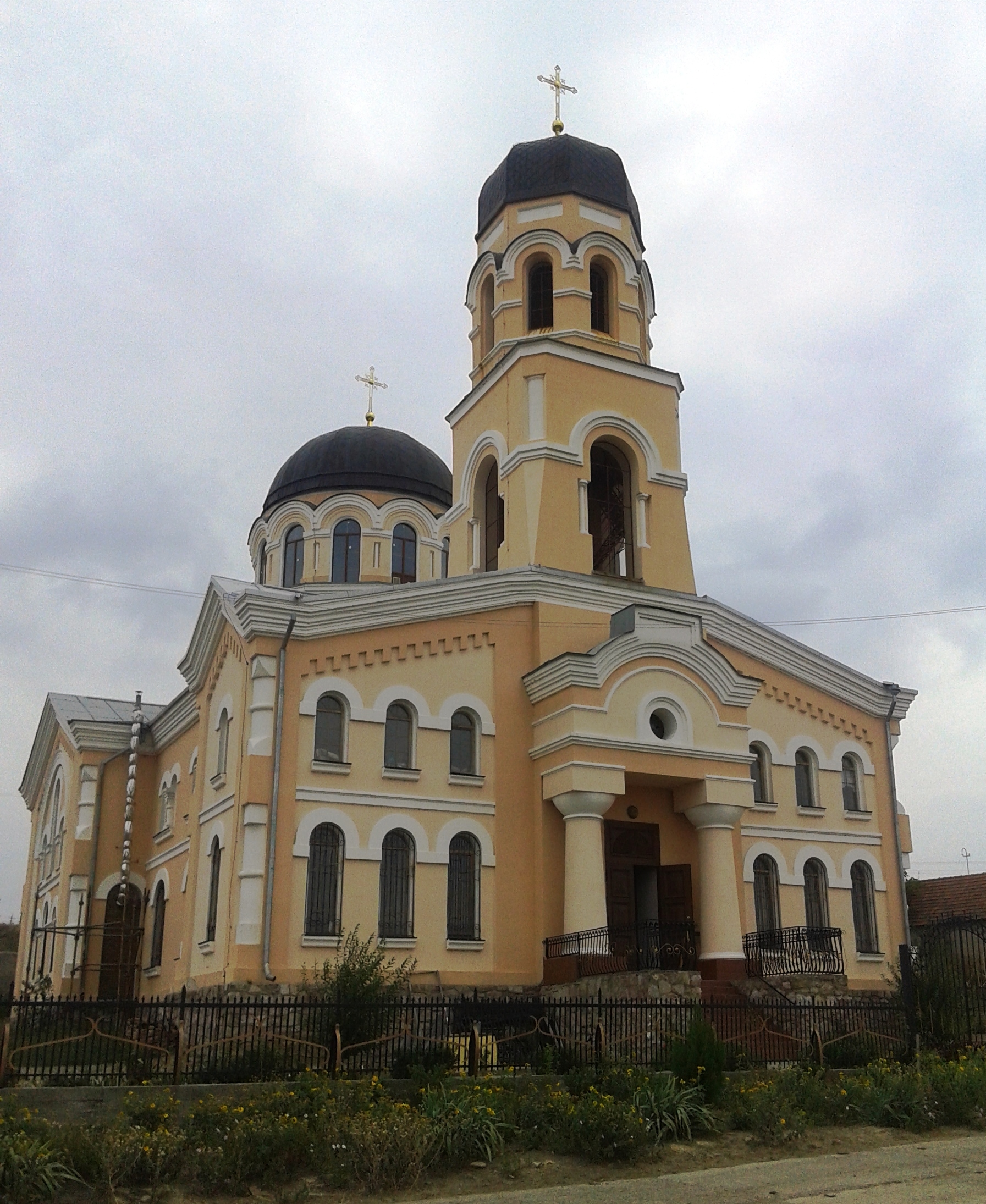
Kirche „Erzengel St. Michael“ in Krynytschne

Die Ortschaft liegt am Ostufer des Jalpuhsees an der Mündung des 21 km langen Karassulak (Карасулак).
Das Rajonzentrum Bolhrad befindet sich 19 km nördlich und das Oblastzentrum Odessa liegt etwa 245 km nordöstlich von Krynytschne. Durch das Dorf verläuft die Territorialstraße T–16–11.
In Krynytschne gibt es 1178 Wohnhäuser, von denen 850 (oder 72 %) an das Gasnetz angeschlossen sind. Die Gesamtlänge aller Straßen und Wege beträgt 22,2 km, von denen 19,5 km (88 %) asphaltiert und 36 % beleuchtet sind.
Am 14. November 1945 erhielt die Ortschaft, welche bis dahin den ukrainischen Namen Tschyschma-Warujita (Чишма-Варуїта) trug, ihren heutigen Namen.

## Geschichte
Das Dorf wurde 1813 von bulgarischen Siedlern auf dem Grund einer tatarischen Siedlung gegründet und teilt seitdem die Geschichte der im Süden Bessarabiens gelegenen Landschaft Budschak.
Bei Ortsgründung gehörte das Ortsgebiet erst ein Jahr zum Russischen Kaiserreich. Zuvor gehörte es zum Osmanischen Reich und wurde erst durch die Bestimmungen des Friedens von Bukarest 1812 Teil des russischen Gouvernement Bessarabien.
Nach dem für Russland verlorenen Krimkrieg ging das Gebiet um Cahul, Bolgrad und Ismail, in dem Krynytschne liegt, 1856 an das Fürstentum Moldau, um nach dem nächsten Russisch-Osmanischen Krieg 1878 wieder bis 1917 an Russland zu fallen. Während der Oktoberrevolution fiel Bessarabien von Russland ab, erklärte sich 1917 zur Demokratischen Moldauischen Republik und schloss sich im gleichen Jahr freiwillig dem Königreich Rumänien an.
Nach der sowjetischen Besetzung Bessarabiens 1940 lag das Dorf im Rajon Bolhrad der Oblast Akkerman (ab dem 7. August 1940 Oblast Ismajil) in der Ukrainischen SSR. Zu Beginn des Deutsch-Sowjetischen Krieges kam das Dorf 1941 erneut an Rumänien. Nachdem die Rote Armee Bessarabien 1944 zurückerobert hatte, lag das Dorf wieder in der ukrainischen Oblast Ismajil, die 1954 in der Oblast Odessa aufging. 1991 wurde die Ortschaft Teil der unabhängigen Ukraine.

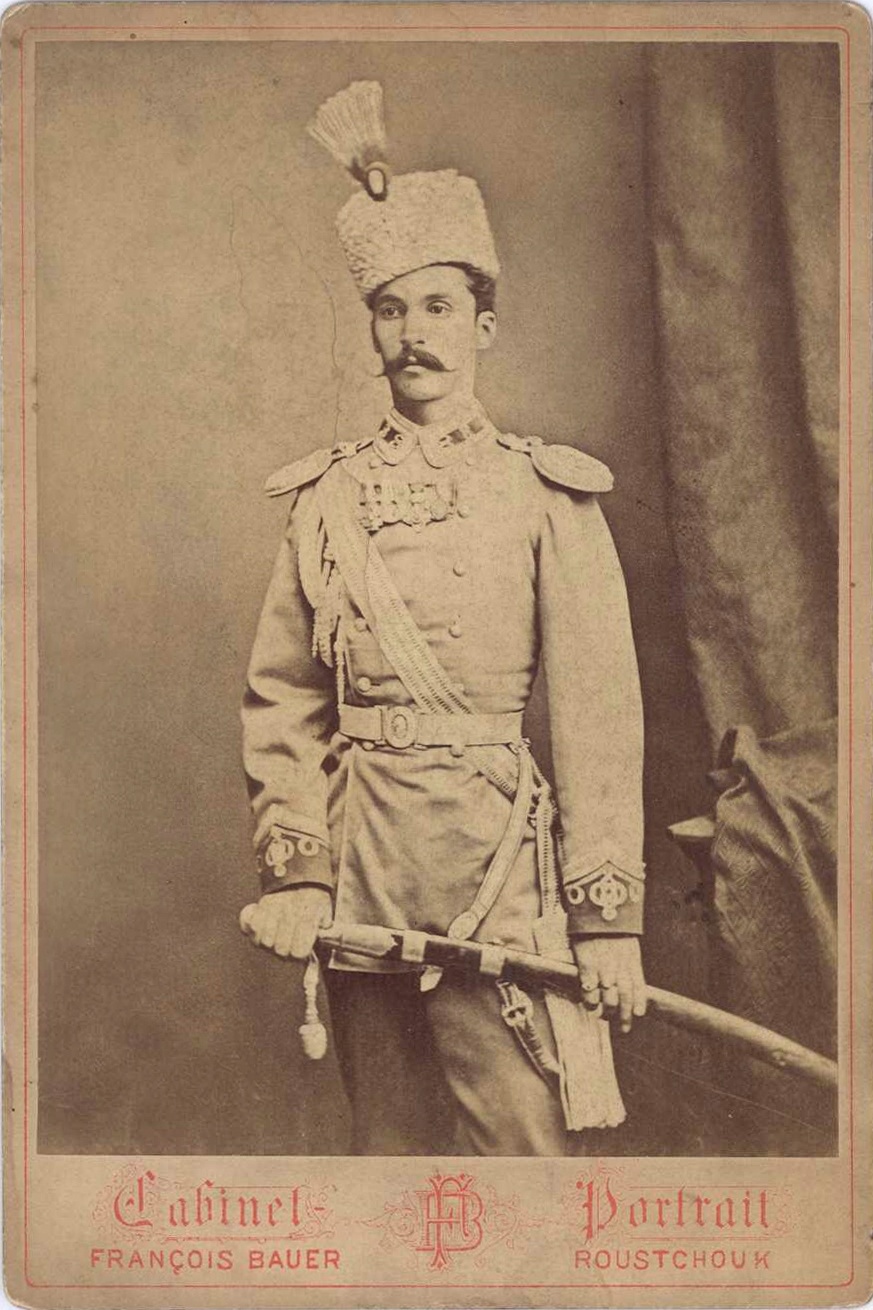
Sohn der Ortschaft: Georgi Agura

## Verwaltungsgliederung
Am 12. Juni 2020 wurde das Dorf zum Zentrum der neugegründeten Landgemeinde Krynytschne (Криничненська сільська громада/Krynytschnenska silska hromada), zu dieser zählen auch noch die 3 in der untenstehenden Tabelle aufgelistetenen Dörfer, bis dahin bildete es zusammen mit dem Dorf Kossa die gleichnamige Landratsgemeinde Krynytschne (Криничненська сільська рада/Krynytschnenska silska rada) im Süden des Rajons Bolhrad.
Folgende Orte sind neben dem Hauptort Krynytschne Teil der Gemeinde:
| Name                     | Name       | Name        | Name      |
| ukrainisch transkribiert | ukrainisch | russisch    | rumänisch |
| ------------------------ | ---------- | ----------- | --------- |
| Kossa                    | Коса       | Коса        | Cosa-Mare |
| Nowooserne               | Новоозерне | Новоозёрное | -         |

## Söhne und Töchter der Ortschaft
- Dimitar Agura (bulgarisch Димитър Димитров Агура; * 26. Oktober 1849, † 11. Oktober 1911 in Iași), bulgarischer Historiker, einer der ersten Geschichtsprofessoren an der Universität Sofia „Hl. Kliment Ohridski“
- Georgi Agura (bulgarisch Георги Василев Агура; * 8. Februar 1853, † 10. Februar 1915 in Sofia), bulgarischer Generalleutnant